# Source de la Marne
La Marne prend sa source à Saints-Geosmes, dans le département de la Haute-Marne, en région Grand Est, en France.

## Situation géographique
La Marne prend sa source sur le plateau de Langres, sur les pentes de la Côte aux Clos, dans le cirque de la Marnotte. Le plateau est également le lieu d'origine de la Meuse, plus au nord-est, et de la Seine et de l'Aube, plus au sud-ouest. Administrativement, la source de la Marne est située sur la commune de Saints-Geosmes en Haute-Marne, à l'ouest du village de Balesmes-sur-Marne
Le site est facilement accessible par la route départementale 290 ; un espace de pique-nique aménagé, muni d'un parking, est situé à proximité.

## Description
La source de la Marne, comme de nombreuses autres sources du plateau de Langres, se manifeste par une exsurgence provenant d'un important réseau karstique. Une fontaine est aménagée sur le site : un petit édifice voûté en pierre à moitié enterré à flanc de talus. La source est protégée sous la voûte, derrière une grille, et s'écoule ensuite sous la forme d'un ruisseau.

## Histoire
Selon la tradition, la source de la Marne serait toute proche de la grotte dans laquelle le rebelle gaulois Julius Sabinus se serait réfugié en compagnie de sa femme pendant neuf ans, avant d'être capturé par les Romains. Cette légende n'est cependant étayée par aucune preuve tangible.
L'édifice abritant la source est édifié en 1877.